# Adstock
| Adstock                      |                       |
|                              |                       |
| Coordenadas: 46°03'N 71°05'W |                       |
| Província                    | Quebec                |
| Região administrativa        | Chaudière-Appalaches  |
| Incorporado em               | 24 de outubro de 2001 |
| Prefeito                     | Hélène Faucher        |
| Código postal                | 31056                 |
|                              |                       |
| Área                         |                       |
| - Cidade                     | 289,22 km², 115,6 mi² |
| Fuso horário                 | UTC -5                |
| População (2006)             |                       |
| - Cidade                     | 2.488                 |
| - Densidade                  | 9 hab/km², 22 hab/mi² |

Adstock é uma municipalidade canadense do conselho municipal regional de Les Appalaches, Quebec, localizada na região administrativa de Chaudière-Appalaches. Em sua área de pouco mais de 289 km², habitam cerca de 2 mil pessoas. Adstock é o resultado da fusão em 2001 das municipalidade de Saint-Méthode-de-Frontenac, de Sacré-Cœur-de-Mari e um pouco mais tarde a municipalidade de Sainte-Anne-du-Lac. A municipalidade de Saint-Méthode-de-Frontenac tinha dois sectores: Saint Methodius e São Daniel.

## História
O povoado de Adstock foi construído em 1869 no condado de Buckingham, que datava de 1829. A paróquia de Saint-Méthode-d'Adstock foi estabelecida em 1888, sendo renomeada Saint-Méthode-de-Frontenac em 1945.
Em 1910, as partes dos territórios dos povoados de Thetford-Partie-Nord e Thetford-Partie-Sud foram destacados para a freguesia de Sacré-Cœur-de-Marie.
Uma parte de Sacré-Cœur-de-Marie. Separa-se em 1949 para formar o município de Sainte-Anne-du-Lac.

## Economia
Localiza-se no território do município a panificação Saint-Méthode: uma empresa familiar fundada em 1947.

## Origem do nome
Em 1869, Cantão Adstock foi nomeado em honra da aldeia, na Inglaterra com o mesmo nome localizada no condado de Buckinghamshire.
O nome deriva da palavra anglo-saxónica Edestoche que significa Eadda's Farm (fazenda Eadda).

## Cursos d'água
- Lac du Huit
- Lac à la Truite
- Grand-Lac-Saint-François
- Lac Bolduc
- Lac Jolicœur
- Lac Rochu
- Rivière Bécancour

## Geografia
O município de Adstock está localizado no cadeia montanhosa dos Apalaches. O seu ponto mais alto é Monte Adstock com uma altitude de 712 metros.

## Desporto
Atividades esportivas na região
- Estação de esqui e clube de Golfe Adstock
- Caminhada no monte Grand Morne
- Parque nacional de Frontenac (Saint-Daniel)
- Asa-delta e parapente nos Montes Morne e Grand Adstock